# Chromatomyia norwegica
Chromatomyia norwegica är en tvåvingeart som beskrevs av Ryden 1957. Chromatomyia norwegica ingår i släktet Chromatomyia och familjen minerarflugor. Inga underarter finns listade i Catalogue of Life.